# Unbefugter Gebrauch eines Fahrzeugs
Der Unbefugte Gebrauch eines Fahrzeugs ist ein Straftatbestand im deutschen Strafgesetzbuch, der dann zur Anwendung kommt, wenn der Täter das fremde Fahrzeug nur vorübergehend verwenden will (vgl. unten Konkurrenzen). Er ist in § 248b StGB geregelt. Die Vorschrift ist eine Ausnahme der grundsätzlichen Straffreiheit von Gebrauchsanmaßung (furtum usus) im deutschen Recht. Es handelt sich ferner um ein Dauerdelikt. Vollendung tritt bereits mit der Ingebrauchnahme ein, Beendigung erst nach Abschluss des Gebrauches.

## Tatbestand
(2) Der Versuch ist strafbar.
(3) Die Tat wird nur auf Antrag verfolgt.
Dieser Tatbestand wurde 1953 ins StGB eingefügt. Zuvor galt die (Not-)Verordnung des Reichspräsidenten gegen unbefugten Gebrauch von Kraftfahrzeugen und Fahrrädern vom 20. Oktober 1932. Geschützt werden soll nach gefestigter herrschender Meinung das Gebrauchsrecht an einem Fahrzeug. Eine Mindermeinung sieht hingegen das Eigentum am Fahrzeug als Schutzgut. Regelmäßig fallen beide Güter zusammen, Ausnahmen ergeben sich beispielsweise bei Mietwägen (Eigentumsrecht beim Vermieter, Gebrauchsrecht beim Mieter).

### Tatbestandsmerkmale
Geeignete Tatobjekte sind Kraftfahrzeuge, wie sie in Abs. 4 definiert sind („namentlich Autos, Motorräder, Flugzeuge, Schiffe, dagegen nicht Straßenbahnen, Autoanhänger, Schleppkähne ohne eigenen Antrieb usw“), und Fahrräder, wobei auch Dreiräder darunterfallen. Mofas, Mopeds oder Fahrräder mit Hilfsmotoren sind zu den Kraftfahrzeugen zu rechnen.
Tathandlung ist die Ingebrauchnahme. Diese erfordert ein Ingangsetzen des Fahrzeuges mit dem Willen zur Fahrt. Dabei muss nicht zwingend eine besondere Ortsveränderung stattfinden, es reicht nach einer Ansicht bereits das Gebrauchen, um das Einparken zu üben. Ausnahmsweise keine taugliche Tathandlung soll vorliegen, wenn mit der Ingebrauchnahme die Rückführung des Fahrzeuges zum Berechtigten bezweckt ist. Umstritten ist dagegen, ob die Unbefugtheit sich auf die Art und die Dauer beschränken kann (so die Rechtsprechung).
Einen Gewahrsamsbruch setzt der Tatbestand nach herrschender Meinung nicht voraus.
Voraussetzung ist jedoch, dass die Ingebrauchnahme sich gegen den ausdrücklichen oder mutmaßlichen Willen des Berechtigten richtet. Ein entsprechender Wille wird damit nicht erst als Rechtfertigungsgrund im Wege der Einwilligung relevant, sondern verhindert als tatbestandsausschließendes Einverständnis schon die Tatbestandsverwirklichung. Wird während der Ingebrauchnahme die Erlaubnis zur Nutzung widerrufen, so bleibt der Tatbestandsausschluss weiterhin bestehen: die Ingebrauchnahme ist dann nicht tatbestandsmäßig.
In subjektiver Hinsichtlich ist Vorsatz ist erforderlich. Er erstreckt sich auch auf das Merkmal „unbefugt“. Irrtümer schließen folglich den Vorsatz nach § 16 StGB als Tatbestandsirrtümer aus.

## Versuch
Der Versuch ist strafbar. Es genügt das Aufbrechen des Schlosses, um zur Ingebrauchnahme anzusetzen, wenn der Täter sich jedenfalls mit dem Fahrzeug fortbewegen will. Ein Versuch ist ebenfalls gegeben, wenn der Täter am Vorderrad rüttelt, um nachzusehen, ob die Lenkradsperre eingerastet ist oder ins Fahrzeug einsteigt, um es anzulassen.

## Antragsdelikt
Das Delikt ist absolutes Antragsdelikt. Antragsberechtigt sind gemäß § 77d StGB ausschließlich Eigentümer und Gebrauchsberechtigter. Die Antragsfrist beginnt mit der Wiedererlangung des Fahrzeugs.

## Konkurrenzen
Gegenüber allen anderen Tatbeständen, z. B. Diebstahl, ist § 248b StGB nachrangig. Der Verbrauch an Kraftstoff und Motorleistung genügt jedoch nicht, statt des Tatbestandes des § 248b nunmehr einen Diebstahl (§ 242 StGB) oder die Entziehung elektrischer Energie tatbestandsmäßig werden zu lassen.
Werden während der unbefugten Ingebrauchnahme weitere Straftatbestände verwirklicht (z. B. Gefährdung des Straßenverkehrs), liegt Tateinheit nach § 52 StGB vor.